# Vénμs
Pour les articles homonymes, voir Vénus.
Vénμs (Vegetation and Environment monitoring on a New Micro-Satellite) est un mini-satellite d'observation de la Terre franco-israélien. Sa mission primaire est l'étude scientifique des processus à l’œuvre dans la biosphère, la mission secondaire étant le test en vol de propulseurs à effet Hall développés en Israël. Cette mission est développée conjointement par le CNES et l'Agence spatiale israélienne (ASI). Le satellite de 250 kg utilise une plateforme israélienne IMPS (Improved Multi Purpose Satellite) et une charge utile constituée par caméra fournissant des images dans 12 bandes spectrales avec une  résolution spatiale de 5 mètres. Vénμs a été placé sur une orbite héliosynchrone par un lanceur Vega  le 2 aout 2017.

## Historique
Vénμs est la première mission spatiale conjointe entre l'Agence spatiale israélienne (ASI) et l'agence spatiale française, le CNES. Le projet est lancé après la signature d'un protocole d'accord signé en 2005 entre les deux agences.  Vénμs est un satellite d'observation de la Terre dont la mission s'inscrit dans le programme GMES de surveillance globale pour l'environnement et la sécurité. Les principaux participants sont le Centre d'Etudes Spatiales de la BIOsphère (CESBIO) à Toulouse, les entreprises israéliennes ELOp et Rafael, la division spatiale de Israel Aerospace Industries et un pool d'instituts de recherche israélien dont l'Université Ben Gourion du Neguev. Le CNES fournit la charge utile (caméra multispectrale) dont il sous traite la réalisation à l'entreprise israélienne ELOp. L'agence spatiale israélienne fournit la plateforme. La caméra avait été développée en coopération avec l'Allemagne dans le cadre d'un projet de l'Union européenne qui n'avait pas abouti. En 2014 le lanceur Vega est retenu pour placer le satellite en orbite. Le développement du satellite a un cout de 30 millions € dont 20 sont pris en charge par Israël et 10 par le CNES.  

## Objectifs de la mission
La mission a trois objectifs :
- L'objectif primaire est scientifique et consiste à améliorer la modélisation de la biosphère en recueillant des données sur différents processus et en optimisant l'interprétation de celles-ci
- Les deux autres objectifs sont technologiques. Il s'agit de valider la poussée de propulseurs à effet Hall et de vérifier leur fonctionnement dans l'espace en effectuant plusieurs manœuvres : réduction de  l'altitude de l'orbite de 720 à 410 km puis utilisation de la propulsion pour maintenir le satellite sur cette deuxième orbite.

## Caractéristiques techniques

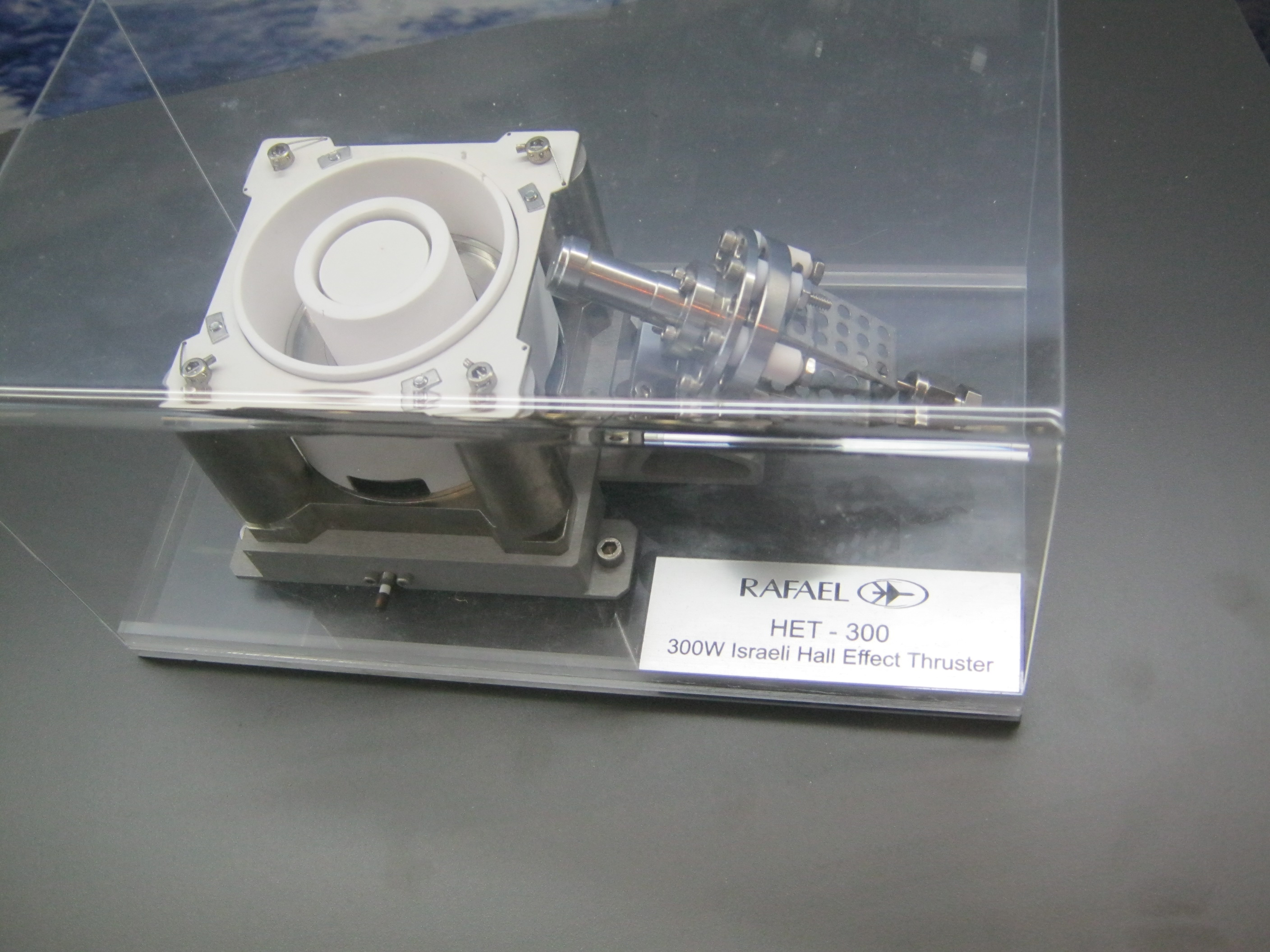
Le propulseurs à effet Hall IHET testé en vol dans le cadre de la mission.

Le satellite Vénμs a une masse au lancement d'environ 260 kg qui en configuration de lancement est haut de 1,6 mètre pour un diamètre de 1,2 mètre. Il utilise une plateforme  IMPS (Improved Multi Purpose Satellite). Le satellite est stabilisé 3 axes en maintenant son instrument pointé vers la Terre. Le contrôle d'attitude est assuré à l'aide de deux viseurs d'étoiles et de roues de réaction. 4 propulseurs d'une poussée de 1 Newton brulant de l'hydrazine (dont 7 kg sont embarqués) sont utilisés pour désaturer les roues de réaction. Le satellite peut modifier son pointage de 30° de part et d'autre de sa position.  Il comporte 2 ensembles de trois panneaux solaires déployés en orbite et fixes fournissant 800 watts. La plateforme dispose de  deux propulseurs à effet Hall IHET (Israeli Hall Effect Thruster) redondants fournis par Rafael dont le fonctionnement doit être validé (objectif secondaire de la mission). Ce propulseur, qui utilise du xénon, a une poussée maximale de 15 milliNewton pour une consommation de 600 Watts. Son impulsion spécifique est supérieure à 1300 secondes. Le satellite emporte 16 kg de xénon stockés sous une pression de 86 bars.

### Charge utile: la caméra hyperspectrale VSSC
La charge utile du satellite est constituée par la caméra multispectrale VSSC (VENµS Superspectral Camera) prenant des images dans 12 bandes spectrales étroites (16 à 40 mm allant de 400 nm à 920 nm. La partie optique utilise un objectif Ritchey-Chrétien avec une ouverture de 25 cm et une longueur focale de 1,75 mètre. Le champ de vue est de 1,5° dans le sens du déplacement et de 2,2° de part et d'autre de celui-ci. La fauchée est de 27,8 km et la résolution spatiale au nadir est de 5,35 mètres. La caméra dispose de 4 détecteurs distincts constitués chacun par 3 CCD. Chaque CCD est de type à retard de temps et à intégration et est constitué par 32 lignes de 5200 pixels. L'instrument a une masse totale d'environ 40 kilogrammes.  
| Centre la bande spectrale (nm) | Largeur (nm) | Objectif associé         |
| ------------------------------ | ------------ | ------------------------ |
| 420                            | 40           | Correction atmosphérique |
| 443                            | 40           | Aérosols, nuages         |
| 490                            | 40           | Correction atmosphérique |
| 555                            | 40           | Surfaces continentales   |
| 620                            | 40           | Surfaces continentales   |
| 620                            | 40           | MNE, qualité image       |
| 667                            | 30           | Surfaces continentales   |
| 702                            | 24           | Surfaces continentales   |
| 742                            | 16           | Surfaces continentales   |
| 782                            | 16           | Surfaces continentales   |
| 865                            | 40           | Surfaces continentales   |
| 910                            | 20           | Vapeur d'eau             |

## Déroulement de la mission

Altitude de VENµS au cours de sa mission.

Le 2 aout 2017 le satellite Venµs a été placé sur une orbite héliosynchrone à 720 km d'altitude par une fusée européenne Vega dont la charge utile principale est constituée par le satellite italien OPTSAT-3000 également développé par Israël. Cette orbite a  un cycle orbital de deux jours, ce qui signifie que le satellite revient exactement au même endroit tous les deux jours, après avoir parcouru 29 orbites. L'orbite est conçue pour permettre d'observer  systématiquement une centaine de sites dans le monde tous les deux jours toujours sous le même angle de visée. Les utilisateurs de ces données pourront obtenir des données sans nuages tous les 7 à 10 jours. Les sites observés par Venµs seront sélectionnés après un appel à propositions lancé en 2013 par le CNES auprès de la communauté scientifique.
La mission comprend deux parties :
- une partie scientifique d'une durée de 2 ans 1/2 dédiée au suivi de la végétation. Le satellite est placé une orbite héliosynchrone quasi polaire, d'altitude 720 km, et d'inclinaison 98.27. Celle-ci permet d'effectuer un survol de la même zone tous les 2 jours.

- une partie technologique d'une durée d'un an consistant à valider le fonctionnement des propulseurs. À cet effet l'altitude sera abaissée à 410 km.

### Document de référence
- Plaquette rédigée par le CNES présentant la mission